# 스탠 코벨레스키
스탠리 앤서니 코벨레스키(영어: Stanley Anthony Coveleski, 1889년 7월 13일~1984년 3월 20일)는 미국의 전 야구 선수로, 1910년대와 1920년대에 메이저 리그 베이스볼(MLB)에서 스핏볼 투수로 활동했다. 그는 14시즌 동안 아메리칸 리그(AL)의 필라델피아 애슬레틱스, 클리블랜드 인디언스, 워싱턴 세너터스, 뉴욕 양키스에서 통산 450경기에 출전해 3,082이닝을 던지며 215승(196선발승) 142패, 224완투, 38완봉, 2.89의 평균자책점을 기록했고 1969년 야구 명예의 전당에 입성했다.
펜실베이니아주 샤모킨에서 태어나 1908년에 형 해리 코벨레스키의 뒤를 따라 프로 경력을 시작했다. 마이너 리그 팀 랭커스터 레드로지스에서 뛰다가 1912년 필라델피아 애슬레틱스에서 메이저 리그 데뷔를 했다. 이후 3년간 다시 마이너 리그에 내려가 있다가 1916년 클리블랜드 인디언스로 이적하면서 메이저 리그 주전으로 자리잡았다. 1920년 월드 시리즈에서 3승을 거두는 등 아홉 시즌 동안 인디언스에서 에이스로 활약했다.
선수 말년에는 워싱턴 세너터스에서 3년을, 뉴욕 양키스에서 1년을 뛰었고 1928년 시즌 후 유니폼을 벗었다. 은퇴 후 인디애나주 사우스벤드에서 살다가 1984년에 세상을 떠났다. 코벨레스키는 씹는 담배 등을 이용해 스핏볼을 던지며 선발로 활약했던 투수였다. 그가 현역이던 1920년부터 이러한 투구가 금지되었으나, 예외적으로 17명의 투수들에게 스핏볼을 던질 수 있도록 허용되었고 그도 이들 중 한 명이었다.

## 어린 시절
스탠 코벨레스키는 1889년 스터니슬로스 앤서니 코왈레브스키(영어·폴란드어: Stanislaus Anthony Kowalewski)라는 이름으로 펜실베이니아주 샤모킨의 탄광촌에서 8자녀들 중 한 명으로 태어났다. 그의 아버지 앤서니 코왈레브스키(영어·폴란드어: Anthony Kowalewski)와 어머니 앤 레이시츠 코왈레브스키(영어·폴란드어: Ann Racicz Kowalewski)는 1870년 초에 폴란드 입헌왕국에서 미국으로 이민을 간 폴란드계 미국인들이었다.
스탠은 야구를 하는 다섯 형제들 중 막내였으며 큰형 제이콥은 미국-스페인 전쟁에 참전해 요절했고 둘째 형 프랭크와 셋째 형 존은 야구를 했지만 메이저 리그의 벽을 넘지 못했다. 바로 위의 형 해리 코벨레스키는 후일 메이저 리그에서 세 시즌 연속 20승 이상(1914년 22승(20선발승), 1915년 22승(18선발승),1916년 21승(20선발승))을 따내며 활약했다.
당시 샤모킨 지역에서는 석탄 채굴이 성업을 이루었고, 다른 또래들처럼 스탠도 12살 때부터 탄광에서 브레이커 보이로 일했다. 임금은 한 시간당 5센트 가량으로, 일주일 내내 72시간 동안 일하면 3.75 달러를 벌었다. 나중에 어린 시절을 회고하면서, 그는 "당시에는 열두 살짜리 폴란드 아이가 한 시간에 니켈 동전 하나를 벌기 위해 일주일 동안 72시간을 일하는 것이 전혀 이상한 일이 아니었다. 오히려 (돈을 벌지 않고) 다른 데 가있는 것이 더 이상한 일이었다."라고 이야기했다. 당장 먹고 사는 게 급했기 때문에 스탠에게 야구는 그저 꿈에 불과했다.
하지만 스탠은 날이 저물고 일이 끝나 조금 여유가 생길 때면 혼자서 야구 연습을 했다. 깡통을 50피트정도 되는 거리에 놓고서 돌을 던져 맞추곤 했다. 18살이 되던 해에 그가 살던 지역의 한 세미 프로팀에서 스탠에게 관심을 보이며 한번 와서 뛰어보는 게 어떻겠냐고 제안했다. 손에 깡통 대신 공을 쥐어본 그는 "야구공을 던지는 건 (돌을 던지는 것보다) 훨씬 쉬운 일이었다. 깡통을 맞추는 것에 비하면 홈플레이트는 훨씬 넓었다."고 나중에 당시의 느낌을 이야기했다. 그에게 샤모킨에서의 야구 경력은 그리 길지 않았다. 그 곳에서 다섯 경기만을 뛰고 근처의 랭커스터에 있는 야구팀으로 자리를 옮기게 되었다.

## 필라델피아 애슬레틱스와 마이너 리그
코벨레스키는 1909년 트라이스테이트 리그 소속의 마이너 리그 팀 랭커스터 레드로지스와 첫 프로 계약을 맺었다. 계약을 앞두고 머뭇거렸던 코벨레스키는 형 존도 같이 계약하자는 조건으로 구단의 제안에 응했다. 그 무렵에 이름을 폴란드식의 '코발레브스키'에서 영어식인 '코벨레스키'로 바꾸었는데, 이후 선수 시절 내내 그 이름을 달고 뛰었다. 나중에 그는 랭커스터로 처음 오던 날을 이야기하면서, "평생 기차를 처음 타본 날이었다. 너무 부끄러웠던 나머지 팀원들과 같이 밥을 먹을 수가 없었다."고 이야기했다. 랭커스터에서 첫 시즌을 뛰면서 272이닝을 던져 23승 11패, 1.95의 평균자책점을 기록했다. 이후 랭커스터에서 2년을 더 뛰었고, 이 곳에서의 세 시즌 동안 109경기에 출전해 53승 38패를 기록했다.

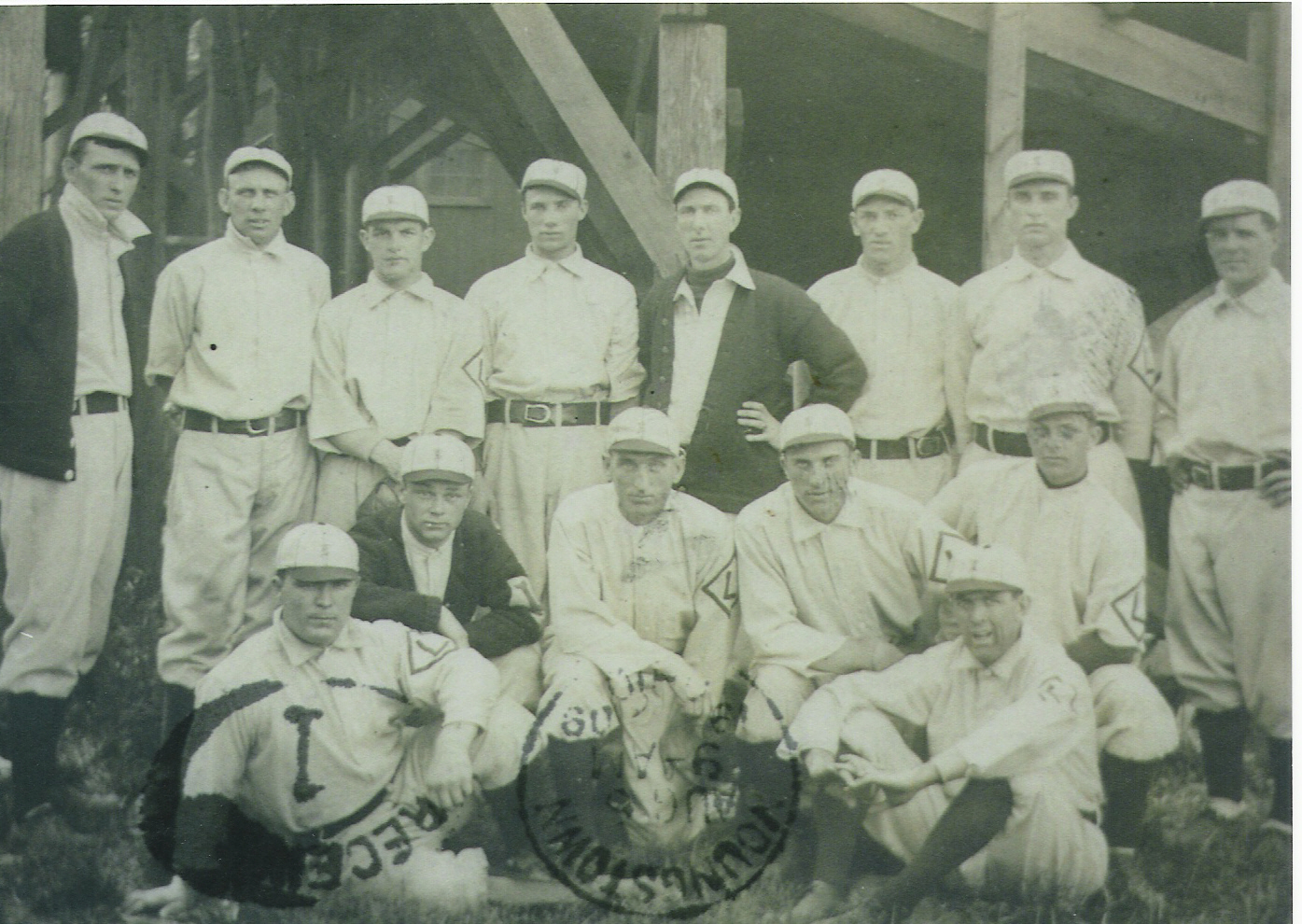
랭커스터 레드로지스 선수들 (1909년). 서 있는 선수들 중 왼쪽에서 네 번째가 스탠 코벨레스키.

1912년 랭커스터에서 연고지를 옮긴 애틀란틱시티 랭크스 소속으로 40경기(선발 30경기)에 등판, 20승 14패, 2.53의 평균자책점을 기록했다. 한편 그를 눈여겨 보던 메이저 리그 팀 필라델피아 애슬레틱스의 코니 맥 감독이 구단에 그를 추천했고, 그 해 9월 코벨레스키는 애슬레틱스와 계약을 맺었다. 1912년 9월 10일 코벨레스키는 디트로이트 타이거스와의 경기에서 메이저 리그에 데뷔했고, 그 해 애슬레틱스에서 5경기(선발 2경기) 2승(1선발승) 1패 3.43의 평균자책점을 기록했다. 시즌 후 코니 맥 감독은 경험을 쌓게 하기 위해 코벨레스키를 노스웨스턴 리그의 스포캔 인디언스로 보냈다. 코벨레스키는 그 곳에서 첫 해 17승 20패 2.82의 평균자책점을 기록했다. 그 즈음 그는 메리 스티베츠라는 이름의 여자와 결혼했다. 이듬 해인 1914년에는 300이닝 이상 던지며 20승 15패, 탈삼진 리그 1위를 기록했다.
코벨레스키가 애슬레틱스에 처음 발을 들였을 당시 팀에는 이미 에디 플랭크, 치프 벤더, 잭 쿰스 등 여러 실력 있는 투수들이 자리잡고 있었기 때문에, 그가 그 사이를 비잡고 주전을 꿰차기는 매우 힘들었다. 나중에 당시 상황을 이야기하며 그는 "내가 과연 저 선수들과의 경쟁에서 싸워 이겨 내 자리를 획득할 수 있을지 알 수 없었다."라고 말했다. 그런 와중에 1914년 시즌이 끝나고 퍼시픽 코스트 리그에 소속된 마이너 리그 팀 포틀랜드 비버스가 코벨레스키를 강하게 원했고, 비버스는 스포캔에 다섯 명의 선수를 내주면서까지 그를 데리고 왔다. 코니 맥 감독은 코벨레스키를 내려보내면서 그를 마이너 리그에서 일정 기간 뛰게 한 뒤 메이저에 올리기로 스포캔 구단과 약속했었다. 하지만 1913년 애슬레틱스 구단의 소유가 바뀌면서 팀이 코벨레스키에 갖고 있던 권리도 사라졌고, 코벨레스키가 이적할 당시 애슬레틱스 구단은 어떤 조치도 취할 수 없었다. 한편 코벨레스키는 이적한 팀에서 스핏볼을 연습하기 시작했다. 처음에는 씹는 담배를 가지고서 했지만, 나중에는 명반을 이용했다. 포틀랜드에서 1년 동안 뛰면서 17승 17패 평균자책점 2.67을 기록했다. 시즌 후 클리블랜드 인디언스가 포틀랜드에서 코벨레스키를 사갔고, 1916년 시즌이 개막하면서 인디언스는 메이저 리그 선수 명단에 그의 이름을 올렸다.

## 클리블랜드 인디언스

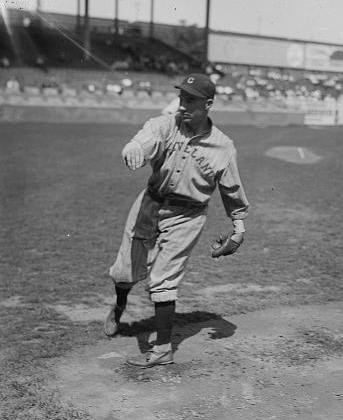
1918년 클리블랜드 시절의 모습.

클리블랜드 인디언스는 코벨레스키를 메이저 리그로 올리면서 구원 투수로 활용하려고 했다. 그러나 선발로 내정되었던 투수 에드 클렙퍼가 시즌 초 부상을 당하자, 코벨레스키가 그를 대신해서 마운드에 섰고 곧 선발 자리를 꿰찼다. 시즌 개막 첫 주에 형 해리 코벨레스키와의 선발 맞대결이 예정되었지만, 해리가 이를 거부하면서 없던 일이 되었다. 그는 시즌 중반에 편도염에 걸리고, 한 경기에서는 39 °C의 고열 상태에서도 등판을 강행하는 등, 여러 가지 건강상의 문제로 힘든 시즌을 보냈다. 이 해 45경기(선발 27경기)에 나서서 15승(13선발승) 13패, 3.41의 평균자책점을 기록했다. 시즌 중에 건강 문제로 4.5kg정도 살이 빠졌지만, 오프 시즌에 살을 그 두 배로 불렸고 다음 시즌을 앞두고서는 이전보다 더욱 건강한 모습으로 나타났다.

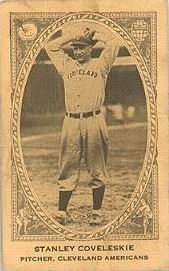
코벨레스키의 모습이 담긴 야구 카드. 성 'Coveleski' 뒤에 'e'를 붙였다.

1917년 시즌 개막전이 열리는 4월 11일, 팀의 에이스로서 선발 등판했고, 팀이 6-4로 승리하면서 코벨레스키는 시즌 첫 승을 따냈다. 9월 19일에는 뉴욕 양키스를 상대로 1피안타 완봉승을 거두었다. 유일하게 맞은 안타는 7회 프리츠 마이셀이 때려낸 것이었다. 기록적으로 예년보다 향상된 모습을 보여주면서 시즌 19승(18선발승) 14패, 1.81의 평균자책점, 그리고 커리어 하이인 133개의 탈삼진을 기록했다. 제1차 세계 대전으로 인해 1918년 시즌은 예년보다 축소되었지만, 코벨레스키는 변함없는 활약을 이어갔다. 시즌 중 양키스를 상대로 선발 등판한 한 경기에서는 정규 이닝의 두배가 넘는 19이닝을 던지면서 2실점으로 틀어막아 최종 점수 3-2의 완투승을 거두었다. 이번 시즌 최종 기록은 38경기(선발 33경기) 출전, 311이닝, 22승(21선발승) 13패, 평균자책점 1.82이다. 아메리칸 리그 투수들 가운데 다승과 평균자책점 부문에서 월터 존슨 다음으로 2위를 기록했다(21선발승으로 칼 메이스와 선발승 공동 1위, 월터 존슨은 3구원승 포함이라 20선발승으로 선발승 공동 3위). 1919년 시즌에는 43경기(선발 34경기)에 나서 24승(23선발승) 12패, 2.61의 평균자책점을 기록했다.
1920년 시즌부터 메이저 리그 베이스볼에서 스핏볼 투구가 금지되었다. 하지만 당시 스핏볼을 던지던 선수들에게는 조부 조항을 적용하면서 코벨레스키도 그 대상에 포함되었고, 이후 은퇴할 때까지 스핏볼을 던졌다. 이번 시즌 개막 이후 선발 7연승을 내달렸으나, 5월 28일에 아내가 갑작스럽게 세상을 떠나면서 2주간 잠시 고향에 내려가 있다가 복귀했다. 8월 16일 뉴욕 양키스를 상대로 선발 등판한 경기에서 희생 플라이를 치면서 팀의 4-3 승리에 일조했고, 자신 또한 승리를 따냈다. 하지만 이 날 경기는 다른 사건으로 세상에 알려졌다. 경기에서 양키스 투수 칼 메이스가 레이 채프먼을 공으로 맞추었는데, 그로 인해 채프먼이 사망하는 일이 벌어졌다. 이는 메이저 리그 역사상 투수가 던진 공에 맞아 선수가 사망한 처음이자 마지막 사건이었다. 1920년 시즌, 코벨레스키는 24승(23선발승) 14패, 평균 자책점 2.49, 133탈삼진을 기록했다. 아메리칸 리그에서 탈삼진 부문 1위, 평균자책점은 밥 쇼키에 이은 2위를 차지했다.
1920년 시즌 클리블랜드 인디언스는 아메리칸 리그 우승을 차지했고, 코벨레스키도 이에 한몫을 했다. 인디언스는 월드 시리즈에 진출해 브루클린 로빈스와 맞붙었다. 1920년 월드 시리즈의 스타는 세 경기에서 완투승을 거둔 코벨레스키였다. 1차전에서 루브 마쿼드와 선발 맞대결을 벌여 5피안타 1실점하며 팀의 3-1 승리를 이끌었다. 나흘 뒤 치러진 4차전에서는 5피안타 1실점했고 팀은 5-1로 승리했다. 시리즈 마지막 경기 7차전에서 다시 선발 등판해 스핏볼러 벌리 그라임스와 맞대결을 펼쳤고, 5피안타 완봉승을 거두면서 팀의 3-0 승리를 이끌었다. 클리블랜드 인디언스는 프랜차이즈 역사상 첫 월드 시리즈 우승을 차지했다. 코벨레스키는 이번 시리즈에서 0.67의 평균자책점을 기록했는데, 이는 월드 시리즈 기록으로 남아있다.
시즌 후에는 스모키 조 우드와 사냥을 다니며 휴식을 취했다. 이듬해 1921년 시즌에는 클리블랜드 인디언스와 뉴욕 양키스 두 팀이 시즌 내내 아메리칸 리그 1위 다툼을 벌였다. 시즌 막판이던 9월 26일에 두 팀이 만났고, 코벨레스키가 선발 등판했지만 3이닝을 버티지 못하고 무너졌다. 이 경기에서 인디언스는 양키스에게 7-8로 패배하며 순위 다툼에서 패배했다. 이번 시즌 코벨레스키는 지난해와 같은 커리어하이 315이닝을 던지며 23승(모두 선발) 13패, 3.37의 평균자책점을 기록했다. 다음 시즌에 코벨레스키는 전 아내의 자매였던 프랜시스 스티베츠와 결혼했다. 1922년 8월 23일 양키스와의 경기에서 등판해 팀의 4-1 승리를 이끌었고, 양키스는 2위로 내려앉았다. 이 날 경기는 코벨레스키의 시즌 마지막 등판이었다. 시즌 최종 기록은 17승(모두 선발) 14패, 평균자책점 3.32이며, 1917년 이후로 이어오던 20승(선발 20승 이상으로 치자면 1918년부터)을 거두지 못한 첫 시즌이었다.
1923년 시즌 초반, 27이닝 연속 무실점을 하면서 그 기간에 3연승을 거두었다. 하지만 시즌이 진행될 수록 점차 따내는 승수가 줄어들었고, 8월 중반에는 3연패를 기록했다. 시즌이 한 달 가까이 남은 상황이던 8월 15일에 시즌 마지막 등판을 했다. 이번 해 기록은 13승(모두 선발) 14패로 처음으로 패가 승보다 더 많았다. 하지만 평균자책점 2.76, 완봉승 5회로 두 부문에서 아메리칸 리그 1위를 기록했다. 1924년 시즌 들어서 5월 말까지 1승 4패, 평균자책점 6.49를 기록하며 부진했다. 시즌 최종 성적은 15승(13선발승) 16패, 평균자책점 4.04를 기록했다. 1924년 12월에 코벨레스키는 9년간 입었던 클리블랜드 유니폼을 벗고, 투수 바이 스피스와 외야수 칼 스미스의 맞상대로 워싱턴 세너터스에 트레이드되었다.
코벨레스키는 클리블랜드에서 준수한 활약을 펼쳐줬지만, 뛰고 있는 도시에 대한 애정은 별로 없었다. 시간이 흐른 후 당시 이적에 대해 이야기하면서, "나는 (클리블랜드가) 전혀 마음에 들지 않았다. 사람들은 괜찮았다. 하지만 단지 이 도시가 싫었다."고 고백했다. 그리고 이러한 불만이 쌓이면서 언제부턴가 자신의 경기력에도 영향을 미쳤고, 이 팀에 오래 있는 것이 지겨워졌다고도 이야기했다. 하지만 그는 그의 공을 받아준 포수에 대해서는 칭찬했다. 그는 "그 곳에서 가장 행복했던 일은 스티브 오닐에게 공을 던진 것이었다. 그는 9년간 나의 공을 받았고 나를 너무 잘 알아서 내게 사인을 줄 필요도 없었다."고 이야기했다.

## 워싱턴 세너터스와 뉴욕 양키스
1924년 월드 시리즈 우승팀 워싱턴 세너터스는 코벨레스키의 영입 등 전력 보강으로 1925년 시즌 아메리칸 리그의 우승 유력 후보로 떠올랐다. 워싱턴에서 첫 시즌을 보내면서 코벨레스키는 작년 시즌의 부진에서 벗어나 다시금 좋은 성적을 거두었다. 클리블랜드에서 이미 전성기가 지났다고 여겨졌던 그가 활약을 이어가자 여러 평론가들도 놀라워했다. 이번 시즌 그는 20승(모두 선발) 5패를 거뒀고 2.84의 평균자책점으로 AL 1위를 기록했다. 또한 그 해 MVP 투표에서 12위에 올랐다. 세너터스는 이번 시즌 아메리칸 리그 우승을 차지했고, 1925년 월드 시리즈에서 피츠버그 파이리츠와 맞붙었다. 한편 코벨레스키는 시즌 후반 등 근육 통증으로 고생했다. 그는 월드 시리즈에 2경기 등판했다. 2차전에 빅 알드리지와 선발 맞대결을 벌였는데, 양 팀은 7회까지 각자 한 점을 주고 받았지만 8회 피츠버그에서 홈런이 터지면서 워싱턴은 최종 점수 2-3으로 패했다. 5차전에서 알드리지와 코벨레스키가 다시 맞붙었는데, 코벨레스키가 7이닝 4실점을 했고 파이리츠가 6-3으로 승리했다. 워싱턴 세너터스는 7차전까지 가는 승부 끝에 준우승에 머물렀다. 세너터스의 4패 중 2패를 떠안은 코벨레스키는 월드 시리즈에서 3탈삼진 5볼넷 평균자책점 3.77을 기록했다.
1926년 시즌에도 워싱턴 세너터스에서 뛰었다. 8월 31일 경기에서 보스턴 레드삭스를 상대로 선발 등판해서 경기 시작 78분만에 2-0 완봉승을 거두었다. 이번 시즌 36경기에 등판, 14승(3완봉승) 11패, 3.12의 평균자책점을 기록했다. 1927년 시즌 개막전에서 팀 에이스 월터 존슨의 부상으로 코벨레스키가 대신 레드삭스를 상대로 한 개막전에 선발 등판했고, 팀은 6-2로 승리했다. 그러나 이번 시즌 만성적인 팔 통증 때문에 거의 투구를 하지 못했다. 결국 1927년 7월 17일 팀에서 방출되었다. 이 해 다섯 경기에만 나서서 2승 1패, 평균자책점 3.14를 기록했다.
1927년 12월 21일 뉴욕 양키스와 계약하며 복귀를 알렸다. 시즌 성적은 12경기에 등판해 5승 1패, 5.74의 평균자책점에 그쳤고, 이 해가 프로 마지막 시즌이 되었다. 더 이상 자신의 폼을 되찾지 못한 코벨레스키는 8월 3일 마지막 등판을 가졌다. 양키스 구단이 톰 재커리와 계약 후 밀러 허긴스 감독은 그를 방출했다. 그 해 말 은퇴했다.

## 말년과 평가
선수 생활을 마무리하고 코벨레스키는 1929년 인디애나주 사우스벤드에 가서 살았다. 주유소를 잠시 운영하기도 했지만 대공황이 불어닥치면서 문을 닫았다. 자기 집 차고 뒤쪽 공터에서 동네 아이들에게 무료로 야구 교습을 해주면서 마을 지역 사람들에게 유명해졌다. 현역에서 물러난 뒤 자신의 성 'Coveleskie'에서 끝의 'e'를 뺐는데, 그 이유는 사람들이 자신의 이름을 잘못 적어서 다시 고치는 일을 반복할 필요가 없어지기 때문이었다. 1969년에 베테랑 위원회의 추천을 통해 1920년대 투수 웨이트 호이트와 함께 야구 명예의 전당에 입성했다. 축하 연설을 하는 자리에서 코벨레스키는 "머잖아 이 곳에 들어올 수 있을 거라고 생각했다. 매 해마다 내가 여기 서 있는 사람이 되기를 희망했다."고 이야기했다. 말년에 건강이 나빠지면서 지역 양로원에 들어가서 살다가 1984년 3월 20일 94세의 나이로 세상을 떠났다.
그는 야구 명예의 전당 입성과 더불어, 1976년에는 폴란드계 미국인 스포츠 명예의 전당에도 이름을 올렸다. 1984년에 인디애나주 사우스벤드에 지어질 마이너 리그 경기장의 명칭을 코벨레스키를 기념해 스탠리 코벨레스키 리저널 스타디움이라고 붙이기로 했다. 야구 기자 로런스 리터가 20세기 초에 활동했던 선수들의 인터뷰를 모아 1966년에 내놓은 책 《더 글로리 오브 데어 타임스》(The Glory of Their Times)에는 코벨레스키의 인터뷰가 포함되어 있다. 선수 시절, 코벨레스키는 등판하는 날이면 말수가 적어지고 성질도 급한 모습을 보였지만, 그 때를 제외하고는 평소에 동료와도 친하게 지내고 유머 감각도 있었다고 한다.
코벨레스키의 통산 기록은 14시즌 450경기(선발 385경기) 출전, 3,082이닝, 216승 142패, 평균자책점 2.89, 224완투, 38완봉, 981탈삼진이다. 그의 제구력은 아주 뛰어났다고 한다. 스스로 자신이 한번도 타자를 삼진으로 잡아내는 투수라고 이야기하지 않았던 그는, 완투할 때면 대부분 투구수가 95개 이하일 정도로 효율적인 투구를 했다. 어떤 경기에서는 7이닝 동안 자신이 던진 공이 안타를 맞거나 스트라이크가 되거나 둘 중 하나였다. 2001년 야구 통계학자 빌 제임스가 선정한 역대 메이저 리그 투수 순위에서, 스탠 코벨레스키는 58위에 이름을 올렸다.